# 樱巫女
櫻巫女（日语： Sakura Miko */?）是日本的虛擬YouTuber、虛擬偶像。所屬事務所為hololive。

## 人物
櫻巫女於2018年8月1日開始活動，最初是COVER公司旗下的「櫻巫女計劃」（さくらみこプロジェクト）的個人VTuber，以投稿短片以及夾雜著零星直播為主，同年12月25日正式加入hololive，並轉為以直播為主。
樱巫女的角色設計者為田中雄一，新衣服的設計者則為Ordan（おるだん）。粉絲團名為35P（みこぴー）。身邊有一隻寵物兼式神粉色貓咪名為「金時」，而白色貓咪則為粉絲的形象，亦即35P。其角色設定為由電腦世界的神所派來的使者，一邊努力完成差事，一邊以成為虛擬偶像為目標。她以「Nyahello」（にゃっはろ）作為招呼語。喜歡鯛魚燒，討厭青椒。
由於櫻巫女本人在直播時說話不甚清楚，僅有少數觀眾能夠完整聽懂直播內容，因此常被粉絲戲稱為「櫻語」。自稱是「菁英巫女」（エリート巫女），但是被观众戲稱為「废柴巫女」（ポンコツみこ），比如在直播的过程中不小心打开18禁遊戲，亦或者是睡過頭长达4小時而错过原定的直播时间，甚至在观众的提醒下才知道加湿器需要加水才能使用。

## 經歷

### 2018年
- 5月1日、Twitter初發文。[14]
- 8月1日，在YouTube上傳第一支影片。[15]
- 8月28日，初次直播&YouTube訂閱人數突破1千。[16]
- 12月25日，發表加入hololive，並轉以直播為主。

### 2019年
- 12月8日，3D新衣服首次發表。[17]
- 12月10日，YouTube訂閱人數突破10萬紀念直播&銀盾達成。[18]

### 2020年
- 1月24日，在豐洲PIT舉辦的hololive 1st fes.『ノンストップ・ストーリー』[19]出演。
- 7月31日，因身體不適，進入大概1—2個月活動限制期。[20]
- 10月21日，以live方式正式回歸。[21]該直播同接人數達14萬人，為當時最高紀錄。

### 2021年
- 3月6日，3D新衣裝發布[22]。
- 4月30日，YouTube訂閱人數突破100萬。[23][24]
- 8月28日，發佈第四首原創單曲《花月之夢》（花月ノ夢），同日YouTube訂閱人數突破120萬。

### 2022年
- 3月5日，舉辦3D生日live，並於Live中公開新髮型。同日YouTube訂閱人數突破140萬。
- 7月7日，YouTube訂閱人數突破150萬[25]。
- 8月1日，舉辦4周年live，並於Live中公開新髮型、第五首原創單曲《Baby Dance》（ベイビーダンス）[26]。
- 11月24日，參演東京電視台音樂祭，為首位登上該活動的VTuber。[27][28]

### 2023年
- 2月13日，就任東京觀光大使。
- 6月28日，YouTube訂閱人數突破180萬[29]。
- 8月2日，發行個人第一張EP《heart♡connect》[30]。

### 2024年
- 4月9日，YouTube訂閱人數突破200萬，新單曲《Nya-Hello World!!!》。
- 9月25日，發行個人第一張專輯《flower rhapsody》。
- 10/26日，舉辦個人首次單人演唱會《Flower Fantasista》。

### 2025年
- 1月23日，SHARP合作hololive公開櫻巫女語音加濕空氣清淨機。在2025年1月21日發售。[31]

## 争议
日本时间2021年3月28日，樱巫女在与寶鐘瑪琳的线下直播过程中，唸出了BL同人誌的標題和两句对白，并弄錯了该作中的CP組合，但馬上被寶鐘瑪琳糾正。次日3月29日，该BL同人誌的作者在Twitter上表达不满，认为他们没有经过其本人的同意就擅自念出作品内容。
同日晚间，樱巫女和寶鐘瑪琳分別在Twitter上發表道歉聲明，并下架了当日的直播存檔。

## 音樂作品

### 參加作品
| 名稱                              | 收錄                                      | 發售日期       | 參與歌手                                            |
| --------------------------------- | ----------------------------------------- | -------------- | --------------------------------------------------- |
|                                   | 單曲《/Fragment》                         | 2019年4月28日  | 時乃空、櫻巫女                                      |
| Shiny Smily Story                 | 同名單曲                                  | 2019年9月16日  | hololive IDOL PROJECT                               |
|                                   | 時乃空專輯《ON STAGE!》                   | 2020年10月21日 | Kinoshita feat. SoraMiko（時乃空&櫻巫女）           |
| PekoMiko大戰爭！！                | 同名單曲                                  | 2020年11月21日 | REDALiCE feat. 兔田佩克拉&櫻巫女                    |
| Kiss me! Choose me!               | 專輯《Poppin' Kiss》                      | 2020年12月7日  | AZKi、寶鐘瑪琳、櫻巫女                              |
| Kiss me! Choose me!               | 專輯《Poppin' Kiss》                      | 2020年12月7日  | 櫻巫女                                              |
| (cover)                           | 專輯《Poppin' Kiss》                      | 2020年12月7日  | 櫻巫女                                              |
| (cover)                           | 專輯《Poppin' Kiss》                      | 2020年12月7日  | 櫻巫女                                              |
|                                   | 同名單曲                                  | 2021年1月21日  | hololive IDOL PROJECT                               |
|                                   | 同名單曲                                  | 2021年2月19日  | hololive IDOL PROJECT                               |
|                                   | 同名單曲                                  | 2021年2月25日  | sasakure.UK feat.櫻巫女、白上吹雪、夏色祭、寶鐘瑪琳 |
|                                   | 同名單曲                                  | 2022年1月2日   | 櫻巫女、戌神沁音                                    |
|                                   | 同名單曲                                  | 2022年8月19日  | hololive IDOL PROJECT                               |
|                                   | 同名單曲                                  | 2022年8月22日  | hololive IDOL PROJECT                               |
| Happy☆Fever! hololive（ハッピー☆フィーバー！ホロライブ）         | 同名單曲                                  | 2022年11月7日  | hololive運動會實行委員                              |
| Mosh Race（モッシュレース）                     | 同名單曲／專輯《holo*27 Originals Vol.1》 | 2023年1月27日  | 櫻巫女、兔田佩克拉                                  |
| Our Bright Parade                 | 同名單曲                                  | 2023年3月9日   | hololive IDOL PROJECT                               |
| 君になりたかった                  | 同名單曲                                  | 2023年5月15日  | Blue Journey                                        |
| 少女的前进♡！（乙女のススメ♡！）                 | 專輯《大和幻想曲》（）                    | 2023年7月16日  | 櫻巫女                                              |
| 櫻之風(大和幻想曲ver.)            | 專輯《大和幻想曲》（）                    | 2023年7月16日  | 白上吹雪、櫻巫女                                    |
| Shiny Smily Story(大和幻想曲ver.) | 專輯《大和幻想曲》（）                    | 2023年7月16日  | 白上吹雪、櫻巫女、百鬼綾目、大神澪                  |
| 戀文前線（恋文前線）                      | 專輯《大和幻想曲》（）                    | 2023年7月16日  | 白上吹雪、櫻巫女、百鬼綾目、大神澪                  |

## 演出作品

### 遊戲
- 100% Orange Juice（2019年，斬子）[38][39]
- VVV 戰機少女（2020年，樱巫女〈本人〉[40]）
- さくら色Dreamer（2018年，樱巫女〈本人〉）[41]
- 暁のブレイカーズ（2019年）本人[42]
- Groove Coaster（2020年）本人[43]
- アイキス2（2020年）[44]
- ヴァンガード ZERO（2020年）本人[45]
- Hololive ERROR（2022年）四宮櫻
- 神域召喚（2024年）本人
- Holo's花牌（2025年）本人

### 演唱會、活動
- hololive 1st Fes. Non Stop Story（2020年1月24日，豐洲PIT）[46]
- Virtual UNIT Fes.「VILLS」（2020年7月19日，SPWN）[47]

### 電視節目
- てぇてぇTV（2020年3月20日、BS日テレ）[48]
- テレ東音楽祭2022冬（2022年11月23日、テレビ東京）[49]

## 聯名合作
- 鳴門鯛焼本舗[50][51]
- 三麗鷗[52]
- FamilyMart[53]
- 神田明神[54]
- 唐吉訶德[55]
- WACCA[56]
- maimai[57]
- Steam[58]
- SHARP
- さくら色Dreamer
- ノラと皇女と野良猫ハート
- Steamプリペイドカード[59]（櫻巫女、兔田佩克拉、貓又小粥、戌神沁音）
- House好侍 星街家のカレー さくら家のシチュー
- ドデカミン（櫻巫女、兔田佩克拉、貓又小粥、大空昴）
- STELLAMAP Cafe 合作咖啡廳「SAKURAMIKO 3rd Anniversary さくらみこのえりぃとかふぇ」（櫻巫女）
- 鳴門鯛焼本舗
- 極樂湯・RAKU SPA（櫻巫女）
- アニメイトカフェ
- 神田明神
- LAWSON [60]
- FamilyMart[61][62]
- 7-Eleven
- 東京観光大使
- 100％ おれんじじゅーすっ！
- 妖怪手錶茲姆茲姆，（櫻巫女、白上吹雪、貓又小粥、戌神沁音、角卷綿芽、獅白牡丹、兔田佩克拉、寶鐘瑪琳）
- 狂野飆車9：競速傳奇（櫻巫女、姬森璐娜）
- maimai（時乃空、櫻巫女）
- Weiß Schwarz

## 外部連結
- hololive production 所属タレント さくらみこ （页面存档备份，存于）（日語）
- YouTube上的 Miko Ch. さくらみこ頻道
- 樱巫女的Twitch频道
- 櫻巫女的Niconico動畫用戶頁 （页面存档备份，存于）
- 樱巫女的X（前Twitter）
- 的X（前Twitter）
- 櫻巫女 （页面存档备份，存于） - Marshmallow